# Ednaswap
Ednaswap var ett alternativt rockband från Los Angeles, som fanns mellan 1993 och 1998.
Under dessa år spelade man in fyra album på skivmärkena East West, Elektra och Island. De är bland annat kända för "Torn", som låg på bandets debutalbum och senare även tolkades av Trine Rein och Natalie Imbruglia.

## Uppsättning
Bandmedlemmar
- Anne Preven - sång
- Scott Cutler - gitarr
- Rusty Anderson - gitarr
- Paul Bushnell - bas
- Carla Azar - trummor
- Scot Coogan - trummor

## Diskografi
| Släppår | Album           |
| ------- | --------------- |
| 1995    | Ednaswap        |
| 1997    | Wacko Magneto   |
| 1998    | Wonderland Park |